# بورتون لان
بورتون لان (بالإنجليزية: Burton Lane)‏ هو مؤلف موسيقى تصويرية وكاتب أغاني وملحن وشاعر أمريكي، ولد في 2 فبراير 1912 في نيويورك في الولايات المتحدة، وتوفي بنفس المكان في 5 يناير 1997.

## وصلات خارجية
- بورتون لان على موقع IMDb (الإنجليزية)
- بورتون لان على موقع ميوزك برينز (الإنجليزية)
- بورتون لان على موقع قاعدة بيانات برودواي على الإنترنت (الإنجليزية)
- بورتون لان على موقع إن إن دي بي (الإنجليزية)
- بورتون لان على موقع ديسكوغز (الإنجليزية)
- بورتون لان على موقع ديسكوغز (الإنجليزية)